# Ice cream
Ice Cream és una cinta de cinema experimental rodada per Antoni Padrós. Aquest film de 1970 és el primer d'una trilogia que el director català va rodar al voltant de la repressió i l'alliberació d'aquesta a partir de la violència. Les tres pel·lícules que la integren són la mateixa Ice Cream (1970), Swedenborg (1971) i ¿Qué hay para cenar, querida? (1971-72). Aquesta cinta neix d'un poema escrit per Padrós sobre la fel·lació. Ice Cream forma part de la llista dels bàsics de cinema català.

## Argument
Un dona i un jove mengen un gelat. La situació és una mena de ritual eròtic en el qual els personatges parteixen d'un mateix punt d'origen però arriben a un clímax diferenciat. La dona domina al jove tot cantant Erotica de Tadeusz Baird. El jove, dominat, és “absorbit” per la dona i es frustra sense arribar a consumar.

## Comentaris

### Festivals i Censura
La pel·lícula va ser destriada per formar part de l'Underground Film Festival celebrat a Londres. Després va ser vetada per l'Administració i prohibida als Encuentros de Pamplona.